# Рогожел (Горж)
Рогожел (рум. Rogojel) насеље је у Румунији у округу Горж у општини Фаркашешти. Oпштина се налази на надморској висини од 164 m.

## Становништво
Према подацима из 2002. године у насељу је живело 292 становника, од којих су сви румунске националности.